# بمبديون أنديزي
بمبديون أنديزي (الاسم العلمي: Bembidion andinum) هو نوع من الحشرات يتبع جنس البمبديون من فصيلة الخنافس الأرضية.